# Alpha Boucher
Pour les articles homonymes, voir Boucher.
Alpha Boucher est un acteur canadien né le 14 novembre 1943 à Edmundston (Nouveau-Brunswick) et mort le 14 décembre 2020 à Lévis (Québec),,. 

## Biographie
À l'âge de 16 ans seulement, Alpha Boucher est reçu au Conservatoire d’art dramatique de Québec où il travaille avec  les grands maîtres, tels que Jean Valcourt. Il obtient son diplôme en 1965.[réf. nécessaire]
Il meurt d'un cancer le 14 décembre 2020 à l'Hôtel-Dieu de Lévis.

## Filmographie

### Séries télévisées
- 1966 : Moi et l'autre : Rosaire
- 1967 - 1973 : Chez Hélène (série pour enfants à la CBC)
- 1968 : Sol et Gobelet : L'ouvrier
- 1968 : Le Paradis terrestre (série télévisée) : Jean-Jacques Bienvenue
- 1969 : Quelle famille ! : M. Racine
- 1970 : Mont-Joye (série télévisée) : J.-G. Bérard
- 1970 : Les Berger : Freddy
- 1970 : Symphorien
- 1971 : L'Amour en communauté (Pile ou face)
- 1972 : Comme tout le monde
- 1973 : Les Forges de Saint-Maurice : Le gros
- 1974 : La Petite Patrie : Chauffeur de taxi
- 1975 : Y'a pas de problème (série télévisée) : Henri
- 1977 : Les As (série télévisée) : James Lambert
- 1980 : Les Brillant (série télévisée) : Léon Brillant
- 1980 : Boogie-woogie 47 (série télévisée) : M. Joannette
- 1983 : Poivre et Sel (série télévisée) : Robert Prefontaine
- 1983 : Terre humaine (feuilleton télévisé) : Armand Paradis
- 1984 : Entre chien et loup (série télévisée) : Zalem le juif
- 1987 : Semi-détaché (série télévisée) : Jean-Charles Lecavalier
- 1995 : Alys Robi : Arbitre
- 1997 : Sous le signe du lion (nouvelle version)

### Cinéma
- 1971 : Tiens-toi bien après les oreilles à papa de Jean Bissonnette
- 1971 : L'Amour en communauté (Pile ou face)
- 1974 : Pris au collet
- 1974 : Bingo : Un gréviste
- 1974 : Les Beaux Dimanches : Un voisin
- 1975 : The Winner
- 1975 : Pousse mais pousse égal : Caïd Labrosse, chum de Gisèle Gagnon de Montréal
- 1982 : Scandale : Roland
- 1983 : Lucien Brouillard
- 1992 : Celui qui l'dit, c'est lui qui l'est ! : Clément

## Théâtre
- 1966 : Vu du pont, d'Arthur Miller, adaptation de Marcel Aymé / La poudrière : Le 2e inspecteur
- 1970-76 : Charbonneau et le chef / Compagnie Jean Duceppe (250 représentations), La comédie canadienne, Théâtre de Quatre Sous, Centre national des arts et autres.
- 1976-77 : Medium saignant, de Françoise Loranger / Compagnie Jean Duceppe (200 représentations)
- 1978 : Y'a pas de pays sans grand-pères, de Roch Carrier / Compagnie Jean Duceppe : Le policier
- 1979 : Ti-Mine Goulet, de Raymond Levesque / La Relève à Michaud : L'ami (rôle principal)
- 1980 : La cage aux folles, de Jean Poiret / Théâtre St-Denis et tournée (175 représentations) : Languedoc
- 1981 : Ça se peut pas, de Marcel Gamache / Isle Bizarre : Lachance
- 1982 : Cœur de papa, de Jean Barbeau / Théâtre de la Fenière : M. Primeau (rôle principal)
- 1983 : Faut marier Pierre, de Gilles Latulippe / Théâtre des variétés : Le père (rôle principal)
- 1984 : Sketches, de Raymond Levesque / Théâtre d'été de St-Jean de Matha (rôle principal)
- 1985 : Cœur de papa, de Jean Barbeau / Mont Carmel : M. Primeau (rôle principal)
- 1985 : La cuisine / TNM (Max)
- 1986 : Un sur six, de Clark & Borrick / Théâtre d'été de Sherbrooke (M. Lavoie - rôle principal)
- 1988 : Marche par là, Graziella : Le mari
- 1989 : Faut divorcer : Oscar
- 1991 : The Death of René Levesque / Théâtre Centaur : Le chef syndical